# 神秘的なページ
『神秘的なページ』（しんぴてきなページ、Pages mystiques）は、エリック・サティの弟子だったロベール・キャビーRobert Cabyがフランス国立中央文書館から見つけてきたサティの3曲の遺作。キャビーが「神秘的なページ」と名づけて1969年に公刊した。全3曲で、特に第2番の「ヴェクサシオン」は、52拍からなる1分程度の曲を840回繰り返す曲として有名である。
1. 祈り (Priere)
2. ヴェクサシオン (Vexations)
3. ハーモニー (Harmonies)